# Zoroaster adami
Zoroaster adami is een zeester uit de familie Zoroasteridae.
De wetenschappelijke naam van de soort werd in 1909 gepubliceerd door René Koehler.